# Wappenbuch des Heiligen Römischen Reichs
Das Wappenbuch des Heiligen Römischen Reichs, hier der Kurztitel, ist eine Sammlung von Wappen, die in unterschiedlichen Auflagen in den Jahren 1551, 1576, 1580 und letztlich als Faksimile im Jahr 1975, erschienen sind. Das Wappenbuch erfasst in der Hauptsache Wappen im Heiligen Römischen Reich. Die Urfassung stammt aus dem Jahre 1551, ist in München erschienen und von Martin Schrot verfasst worden.

## Die Ausgaben
Das Jahr der Erstausgabe wird mit dem Jahr 1551 angegeben, der Verfasser wird mit Martin Schrot benannt. Die zweite Ausgabe entstand 1576 und trägt in verkürzter Form den Titel: Wappen-Buch des hohen Geistlichen und Weltlichen Stands der Christenheit in Europa (..), sie soll zum überwiegenden Teil der Konzilschronik von Ulrich von Richental († 1437) „entnommen und teilweise in recht willkürlicher Weise behandelt“ worden sein. Die Ausgabe der Jahre 1580/1581 trägt den ausführlichen Titel:
„Wappenbuch des Heiligen Roemischen Reichs, und allgemainer Christenheit in Europa, insonderheit des Teutschen Keyserthumbs, an und zugehorige Chur vnd Furstenthumb, auch Ertz- vnd gemaine Bischoffe: Deßgleichen andere Abbt und Prelaten, Graff und Herrschafften, sambt den freyen Reichs Stetten, sowi deren von alters her bey dem Reich gewest, und sich dazu bekaennt haben. Daneben auch der geistliche Stand, als des Apostolischen Stuls zu Rom, Patriarchen, Cardinäl, Ertz vnd gemaine Bistumben in den Koenigreichen Franckreich, Hispanien, Engelland, Schottland, Schweden, Denmarck, Polland, Griechenland, sambt Italien und was mehr: für Christliche Königreich und Landschafften der Christenheit zugethan, und dann auch die Universiteten oder Hohenschulen inn gantz Europa, sambt derselben Lobspruech und aigenschafften.“ Diese Ausgabe erschien in den Jahren 1580 bis 1581 unter der Mitarbeit von Adam Berg (1540–1610), in dessen Auftrag sie auch gedruckt wurde. Sie wird in Kennerkreisen mitunter auch als „Adam Berg’s Wappenbuch“ benannt. Letztlich wurde im Jahr 1975 ein Nachdruck der Ausgabe aus 1580/81 veröffentlicht

## Inhaltsangabe
Ohne die divergierenden Merkmale der einzelnen Ausgaben zu berücksichtigen, kann der Inhalt als dieser umschrieben werden:
- 94 Seiten mit Wappen der Stände des Heiligen Römischen Reichs
- 33 Seiten Wappen der Universitäten[5] und Hochschulen in Europa
- 3 Seiten Wappen der Königreiche Dänemark, Schottland, Norwegen und Irland
- 2 Seiten Wappen des Königreichs Schweden
- 6 Seiten Wappen der Königreiche Schottland und England
- 1 Seite Wappen des Königreichs Hibernia
- 2 Seiten Wappen des Königreichs Spanien
- 2 Seiten Wappen des Königreichs Frankreich
- 6 Seiten mit Lobspruch auf Italien
- 5 Seiten Briefwechsel mit Ermahnungen an den Papst und dessen Antwort
- 6 Seiten Wappen der Patriarchen
- 5 Seiten Wappen der Kardinäle
- 5 Seiten Wappen Italiens
- 2 Seiten Wappen des Fürstentums Reussen
- 7 Seiten Wappen des Königreichs Polen
- 3 Seiten Wappen moslemischer Königreiche
- 31 Seiten Abschießend: Erzählungen über den Siegeszug der Türken und die geographischen Verluste der Christenheit.